# Varvs-Noran
Varvs-Noran är en sjö i Söderhamns kommun i Hälsingland och ingår i Skärjåns huvudavrinningsområde. Sjön är 3,1 meter djup, har en yta på 0,726 kvadratkilometer och befinner sig 58 meter över havet.

## Delavrinningsområde
Varvs-Noran ingår i det delavrinningsområde (677339-156212) som SMHI kallar för Utloppet av Varvs-Noran. Medelhöjden är 69 meter över havet och ytan är 8,57 kvadratkilometer. Räknas de 3 avrinningsområdena uppströms in blir den ackumulerade arean 18,52 kvadratkilometer. Vattendraget som avvattnar avrinningsområdet har biflödesordning 2, vilket innebär att vattnet flödar genom totalt 2 vattendrag innan det når havet efter 14 kilometer. Avrinningsområdet består mestadels av skog (67 procent) och sankmarker (21 procent). Avrinningsområdet har 0,9 kvadratkilometer vattenytor vilket ger det en sjöprocent på 10,4 procent.